# Liga Narodów UEFA Kobiet (2025)/Grupa C1
W Grupie C1 Ligi Narodów Kobiet 2025 brały udział następujące zespoły:
- Słowacja
- Wyspy Owcze
- Mołdawia
- Gibraltar

## Tabela
| Lp. | Drużyna      | M | Mecze | Mecze | Mecze | Bramki | Bramki | Bramki | Pkt |
| Lp. | Drużyna      | M | W     | R     | P     | +      | −      | +/−    | Pkt |
| --- | ------------ | - | ----- | ----- | ----- | ------ | ------ | ------ | --- |
| 1.  | Słowacja (A) | 6 | 6     | 0     | 0     | 27     | 1      | +26    | 18  |
| 2.  | Wyspy Owcze  | 6 | 3     | 1     | 2     | 10     | 6      | +4     | 10  |
| 3.  | Mołdawia     | 6 | 2     | 1     | 3     | 6      | 6      | 0      | 7   |
| 4.  | Gibraltar    | 6 | 0     | 0     | 6     | 0      | 30     | −30    | 0   |

## Wyniki
| 21 lutego 2025 14:00 CET | Mołdawia · Țabur 90+3' | 1:0(0:0)Raport | Gibraltar | Stadion Centralny, Nisporeni Sędzia: Sofia Prychyna |
|                          |                        |                |           |                                                     |

| 21 lutego 2025 19:00 CET | Słowacja · Hmírová 20' · Morávková 29' · Fabová 60' | 3:0(2:0)Raport | Wyspy Owcze | Štadión Antona Malatinského, Trnawa Sędzia: Anastasia Mylopoulou |
|                          |                                                     |                |             |                                                                  |

| 25 lutego 2025 17:30 CET | Słowacja · Škorvánková 85' | 1:0(0:0)Raport | Mołdawia | Štadión Antona Malatinského, Trnawa Sędzia: Jelena Međedović |
|                          |                            |                |          |                                                              |

| 25 lutego 2025 19:00 CET | Gibraltar | 0:1(0:0)Raport | Wyspy Owcze · 70' Sevdal | Europa Point Stadium, Gibraltar Sędzia: Melek Dakan |
|                          |           |                |                          |                                                     |

| 4 kwietnia 2025 18:00 CEST | Wyspy Owcze · Hummeland 47' · Sevdal 75' | 2:0(0:0)Raport | Mołdawia | Tórsvøllur, Torshavn Sędzia: Lovisa Johansson |
|                            |                                          |                |          |                                               |

| 4 kwietnia 2025 19:00 CEST | Gibraltar | 0:8(0:3)Raport | Słowacja · 10', 38', 77' (k), 80' Morávková · 25', 48' Fabová · 60' Kaláberová · 72' Rybanská | Europa Point Stadium, Gibraltar Sędzia: Kristina Georgieva |
|                            |           |                |                                                                                               |                                                            |

| 8 kwietnia 2025 16:00 CEST | Mołdawia | 0:2(0:1)Raport | Słowacja · 4' Bayerová · 86' Rybanská | Stadion Zimbru, Kiszyniów Sędzia: Aleksandra Česen |
|                            |          |                |                                       |                                                    |

| 8 kwietnia 2025 18:00 CEST | Wyspy Owcze · Klakstein 20' · Tórolvsdóttir 27' · Sevdal 58' · Johannesen 88', 90+3' | 5:0(2:0)Raport | Gibraltar | Tórsvøllur, Torshavn Sędzia: Teresa Oliveira |
|                            |                                                                                      |                |           |                                              |

| 30 maja 2025 17:00 CEST | Słowacja · Rybanská 2', 77', 90' · Hmírová 17', 44' · Bayerová 20' · Maťavková 31' · Mikolajová 52', 54' · Morávková 86' · Kaláberová 88' | 11:0(5:0)Raport | Gibraltar | Štadión Tatran, Preszow Sędzia: Eirini Pingiou |
|                         | |                 |           |                                                |

| 30 maja 2025 19:00 CEST | Mołdawia · Colnic 37' | 1:1(1:1)Raport | Wyspy Owcze · 23' Johannesen | Stadion Zimbru, Kiszyniów Sędzia: Jelena Međedović |
|                         |                       |                |                              |                                                    |

| 3 czerwca 2025 19:00 CEST | Wyspy Owcze · Johannesen 35' | 1:2(1:1)Raport | Słowacja · 11' Hmírová · 88' Maťavková | Tórsvøllur, Thorshavn Sędzia: Emily Heaslip |
|                           |                              |                |                                        |                                             |

| 3 czerwca 2025 19:00 CEST | Gibraltar | 0:4(0:4)Raport | Mołdawia · 21', 32' Chiper · 39' Coceanovschi · 44' (sam.) Gilbert | Europa Point Stadium, Gibraltar Sędzia: Tjaša Misja |
|                           |           |                |                                                                    |                                                     |

## Strzelczynie

### 6 goli
- Tamara Morávková

### 5 goli
- Nikola Rybanská

### 4 gole
- Patrícia Hmírová
- Ásla Johannesen

### 3 gole
- Karolína Bayerová
- Klaudia Fabová
- Heidi Sevdal

### 2 gole
- Claudia Chiper
- Victoria Kaláberová
- Ľudmila Maťavková
- Mária Mikolajová

### 1 gol
- Elina Coceanovschi
- Iuliana Colnic
- Carolina Țabur
- Dominika Škorvánková
- Durita Hummeland
- Eydvør Klakstein
- Jensa Tórolvsdóttir

### Gole samobójcze
- Joelle Gilbert (dla Mołdawii)